# Ken Kercheval
Kenneth Kercheval, dit Ken Kercheval, né le 15 juillet 1935 à Wolcottville, dans l'Indiana,  et mort le 21 avril 2019 à Clinton, dans l'Indiana, est un acteur américain.

## Biographie
Ken Kercheval est célèbre pour son rôle de Cliff Barnes, l'ennemi juré de J.R. Ewing dans la série télévisée à succès Dallas de 1978 à 1991.
De 2012 à 2014, il rejoint le casting de la nouvelle version Dallas et reprend son rôle de Cliff Barnes.

## Filmographie

### Cinéma
- 1968 : Pretty Poison : Harry Jackson
- 1970 : Cover Me Babe (en) de Noel Black : Jerry
- 1970 : Cœur de lièvre (Rabbit, Run) : Barney
- 1973 : Police Puissance 7 (The Seven-Ups) : Ansel (7up)
- 1976 : Network : Main basse sur la télévision (Network) : Merrill Grant
- 1977 : The Lincoln Conspiracy : John Surratt
- 1978 : F.I.S.T : Bernie Marr
- 1990 : Corporate Affairs : Arthur Strickland
- 1991 : California Casanova : Willie
- 1994 : Beretta's Island : Barone
- 1998 : Rusty, chien détective (Rusty : A Dog's Tale) : Carl Winthrope
- 2001 : Blind Obsession : Harrison Pendragon
- 2010 : Corrado : Vittorio
- 2017 : The Promise : Dr. Christopher Webber
- 2019 : Surviving in L.A. : Charlie

### Télévision
- 1962 et 1965 : Les Accusés (The Defenders) (série télévisée) : Jack Wilks / Hary Grant
- 1965 : The Nurses (série télévisée) : Mac
- 1965-1966 : The Trials of O'Brien (téléfilm) : Dr McCahey / Jerry Quinlan
- 1966 : Hawk, l'oiseau de nuit (Hawk) (série télévisée) : Clark
- 1966 : An Enemy of the People (téléfilm) : Billing
- 1967 et 1972 - 1973 : C'est déjà demain (Search for Tomorrow) (série TV) : Dr Nick Hunter
- 1968 : The Secret Storm (série TV) : Archie Borman
- 1971 : The Coming Asunder of Jimmy Bright (téléfilm) : Jimmy Bright
- 1972 : Search of Tomorrow (série TV) : Dr Nick Hunter
- 1973, 1977 et 1978 : Kojak (série TV) : Ray Fromm / Teddy Maclay / Professeur Lacey
- 1974 : Get Christie Love! (série TV) : Alec Palmer
- 1974 : The Disappearance of Flight 412 (téléfilm) : White
- 1975 : Beacon Hill (TV series) (série TV) : un avocat
- 1976 : The Adams Chronicles (en) (série TV) : James Madison
- 1977 : Rafferty (série TV) : Jerry Parks
- 1978 : Chips (série TV) : Dr Faraday
- 1978 : Family (série TV) : Mark Adams
- 1978-1991 : Dallas (série TV) : Cliff Barnes
- 1979 : Walking Through the Fire (téléfilm) : Dr Freeman
- 1979 : Starsky et Hutch (série TV) : D. A. Clayburn
- 1979 : Too Far to Go (téléfilm) : Jack Dennis
- 1980 : Here's Boomer (série TV) : Dr Haggert
- 1981 : Acte d'amour (The Patricia Neal Story) (téléfilm) : Dr Charles Canton
- 1981 : La croisière s'amuse (The Love Boat) (série TV) : Don Bartlett
- 1981 : Trapper John, M.D. (série TV) : Marty Wicks
- 1983 : The Demon Murder Case (Téléfilm) : Richard Clanon
- 1983 et 1986 : Hôtel (série TV) : Frank Jessup
- 1984 : Calamity Jane (téléfilm) : Buffalo Bill Cody
- 1986 : You Are the Jury (série TV) : Stanley Nelson
- 1987 : Matlock (série TV) : Louis Devlin
- 1987 : Mike Hammer (série TV) : A. Walter Decker
- 1988 : Les Routes du paradis (Highway to Heaven) (série TV) : Richard Osbourne
- 1991 : Keeping Secrets (téléfilm) : Frank Mahoney
- 1991 : I Still Dream of Jeannie (téléfilm) : Simpson
- 1992 : La Loi de Los Angeles (L.A. Law) (série TV) : Al Bremmer
- 1992 : Dangerous Curves (série TV) : Jimmy Douglas
- 1992 : Diagnostic : Meurtre (Diagnosis Murder) (série TV) : Alex Ridlin
- 1992 : Arabesque (Murder She Wrote) (série TV) : Alex Ericsson
- 1993 : Walker, Texas Ranger (série TV) : Dr Slade
- 1993 : The Golden Palace (série TV) : Charlie
- 1993 : Dans la chaleur de la nuit (In the Heat of the Night) (série TV) : Juge Lawton gray
- 1993 : Woman on the Ledge (téléfilm) : Docteur Martin
- 1993 : Les Règles de l'art (en) (Lovejoy) (série TV) : Rutherford Lovejoy
- 1994 : A Perry Mason Mystery : The Case of the Grimacing Governor (téléfilm) : Harlan Richards
- 1994 : L'Homme à la Rolls (Burke's Law) (série TV) : Bernie Green
- 1996 : Dallas : Le Retour de J.R. (Dallas : J.R. Returns) (téléfilm) : Cliff Barnes
- 1998 : Urgences (E.R.) (série TV) : Mr. Zwicki
- 2002 et 2006 : Preuve à l'appui (Crossing Jordan) (série TV) : Claude Manning
- 2012-2014 : Dallas (série télévisée) : Cliff Barnes

## Distinctions

### Nominations
- 1986 : Soap Opera Digest Awards du meilleur acteur dans une série télévisée dramatique pour Dallas (1978-1991) pour le rôle de Cliff Barnes.
- 1986 : Soap Opera Digest Awards du meilleur acteur dans un second rôle dans une série télévisée dramatique pour Dallas (1978-1991) pour le rôle de Cliff Barnes.
- 1988 : Soap Opera Digest Awards du meilleur vilain dans une série télévisée dramatique pour Dallas (1978-1991) pour le rôle de Cliff Barnes.
- 1989 : Soap Opera Digest Awards du meilleur acteur dans une série télévisée dramatique pour Dallas (1978-1991) pour le rôle de Cliff Barnes.
- 1991 : Soap Opera Digest Awards du meilleur acteur dans un second rôle dans une série télévisée dramatique pour Dallas (1978-1991) pour le rôle de Cliff Barnes.

### Récompenses
- 1990 : Soap Opera Digest Awards du meilleur acteur dans un second rôle dans une série télévisée dramatique pour Dallas (1978-1991) pour le rôle de Cliff Barnes.